# Sara-Maude Boucher
Sara-Maude Boucher (ur. 10 marca 1979 w Sherbrooke) – kanadyjska narciarka alpejska.

## Kariera
Po raz pierwszy na arenie międzynarodowej Sara-Maude Boucher pojawiła się 27 listopada 1994 roku w Park City, gdzie w zawodach FIS Race w gigancie zajęła 53. miejsce. W 1999 roku wystartowała na mistrzostwach świata juniorów w Pra Loup, gdzie zajęła dziewiąte miejsce w slalomie, 23. miejsce w zjeździe i 30. miejsce w supergigancie, a rywalizacji w gigancie nie ukończyła.
W zawodach Pucharu Świata zadebiutowała 6 grudnia 1997 roku w Lake Louise, gdzie nie ukończyła supergiganta. Pierwsze pucharowe punkty wywalczyła blisko rok później, 29 listopada 1998 roku w tej samej miejscowości, zajmując 27. miejsce w supergigancie. Nigdy nie stanęła na podium zawodów tego cyklu; nigdy też nie poprawiła wyniku z 29 listopada. Najlepsze wyniki osiągnęła w sezonie 2001/2002, kiedy zajęła 111. miejsce w klasyfikacji generalnej. Startowała głównie w zawodach Pucharu Ameryki Północnej, zajmując między innymi trzecie miejsce w klasyfikacji generalnej sezonu 1998/1999 oraz drugie w sezonie 2000/2001. W sezonie 2000/2001 zwyciężyła także w klasyfikacji supergiganta.
W 1999 roku wystąpiła na mistrzostwach świata w Vail/Beaver Creek, zajmując 32. miejsce w supergigancie. Na rozgrywanych dwa lata później mistrzostwach świata w Sankt Anton jej najlepszym wynikiem było trzynaste miejsce w kombinacji. W 2002 roku brała udział w igrzyskach olimpijskich w Salt Lake City w 2002 roku, zajmując dziesiątą pozycję w kombinacji i nie kończąc rywalizacji w supergigancie. Kilkukrotnie zdobywała medale mistrzostw Kanady, w tym złoty w kombinacji w 2001 roku.

## Osiągnięcia

### Igrzyska olimpijskie
| Miejsce | Dzień     | Rok  | Miejscowość    | Konkurencja | Czas biegu  | Strata  | Zwyciężczyni       |
| ------- | --------- | ---- | -------------- | ----------- | ----------- | ------- | ------------------ |
| 10.     | 14 lutego | 2002 | Salt Lake City | Kombinacja  | 2:43,28 min | +6,09 s | Janica Kostelić    |
| DNF     | 17 lutego | 2002 | Salt Lake City | Supergigant | 1:13,59 min | -       | Daniela Ceccarelli |

### Mistrzostwa świata
| Miejsce | Dzień       | Rok  | Miejscowość | Konkurencja | Czas biegu  | Strata   | Zwyciężczyni          |
| ------- | ----------- | ---- | ----------- | ----------- | ----------- | -------- | --------------------- |
| 32.     | 3 lutego    | 1999 | Vail        | Supergigant | 1:20,53 min | +3,38 s  | Alexandra Meissnitzer |
| 33.     | 29 stycznia | 2001 | St. Anton   | Supergigant | 1:23,44 min | +2,66 s  | Régine Cavagnoud      |
| 13.     | 2 lutego    | 2001 | St. Anton   | Kombinacja  | 2:55,65 min | +12,62 s | Martina Ertl          |
| 33.     | 6 lutego    | 2001 | St. Anton   | Zjazd       | 1:36,20 min | +6,36 s  | Michaela Dorfmeister  |
| 25.     | 7 lutego    | 2001 | St. Anton   | Slalom      | 1:32,95 min | +14,44 s | Anja Pärson           |

### Mistrzostwa świata juniorów
| Miejsce | Dzień    | Rok  | Miejscowość | Konkurencja | Czas biegu  | Strata  | Zwyciężczyni        |
| ------- | -------- | ---- | ----------- | ----------- | ----------- | ------- | ------------------- |
| 9.      | 9 marca  | 1999 | Pra Loup    | Slalom      | 1:46,62 min | +3,11 s | Anja Pärson         |
| DNF1    | 10 marca | 1999 | Pra Loup    | Gigant      | 1:53,82 min | -       | Denise Karbon       |
| 23.     | 13 marca | 1999 | Pra Loup    | Zjazd       | 1:11,09 min | +1,87 s | Kerstin Reisenhofer |
| 30.     | 14 marca | 1999 | Pra Loup    | Supergigant | 1:14,06 min | +3,14 s | Karin Blaser        |

### Puchar Świata

#### Miejsca w klasyfikacji generalnej
- sezon 1998/1999: 117.
- sezon 2000/2001: 125.
- sezon 2001/2002: 111.

#### Miejsca na podium w zawodach
Boucher nigdy nie stanęła na podium zawodów PŚ.